# Словинская икона Божией Матери
Словинская икона Божией Матери, или Словенская икона Божией Матери — почитаемая чудотворной икона Богородицы, явленная крестьянину Титу Гаврилову 15 мая (28 мая) 1628 года. День празднования — 23 сентября (6 октября).
Образ написан на доске по типу Умиление. По преданию икона явилась 15 мая 1628 года крестьянину Титу Гаврилову из деревни Шерстнево в Галичском уезде, который страдал параличом и слепотой. Во сне он увидел Божию Матерь, которая указала ему на место нахождение иконы, в разрушенной церкви у реки Словинки. Проснулся Тит Гаврилов совершенно здоровым, а когда нашёл образ, стал монахом и подвизался на месте обретения иконы. В скором времени образ стал почитаться чудотворным.
В 1635 году царь Михаил Фёдорович на месте обретения иконы основал Словенскую мужскую пустынь. При императрице Екатерине II в 1764 году монастырь был упразднён, и Словинскую икону Божией Матери перенесли в деревянную церковь села Словинка. В 1806 году в селе рядом с деревянной построили каменную церковь Словинской иконы Божией Матери, которую в 1892 году значительно перестроили. После разрушения деревянной церкви в XX веке, икона находилась в каменной церкви, откуда в 2008 году чудотворный образ был перенесён в Богоявленско-Анастасиин монастырь города Костромы.